# La fiamma nel buio
La fiamma nel buio (The Night Fire) è un romanzo dello scrittore statunitense Michael Connelly, edito nel 2019, il terzo con protagonista la detective Renée Ballard che in questa occasione si ritrova a collaborare con Harry Bosch, alla sua ventiduesima avventura.

## Trama
Per Harry Bosch, è un giorno triste al funerale dell'ex poliziotto John Jack Thompson. Un uomo che ha dedicato quarant'anni della sua vita alla polizia di Los Angeles, ma soprattutto insegnante di molti giovani detective, tra cui Bosch. Ha imparato tante cose da lui, ma soprattutto riconoscere un bugiardo. E anche dalla tomba sembra che John Jack abbia un altro bugiardo da incastrare. Un caso irrisolto di vent'anni prima, l'omicidio di un ragazzo trovato senza vita in un vicolo frequentato da spacciatori, che Bosch decide di provare a risolvere; c'è solo una persona nella polizia che può aiutarlo: Renée Ballard. Così, tra un delitto e l'altro, Renée si riunirà con Bosch per scoprire le tracce sepolte da anni di bugie.

## Edizioni in italiano
- Michael Connelly, La fiamma nel buio, traduzione di Alfredo Colitto, 1ª ed., Piemme, 2020,  p. 382, ISBN 9781538701454.